# Banca centrale del Montenegro
La Banca centrale del Montenegro (in montenegrino Centralna Banka Crne Gore), è la banca centrale del Montenegro.
Il Montenegro non emette una propria moneta e ha adottato unilateralmente l'euro nel 2002. La missione dichiarata della banca centrale è quella di stabilire e mantenere un sistema bancario e una politica monetaria solidi.

## Storia
La Banca Centrale del Montenegro è stata istituita dal Parlamento del Montenegro nel novembre 2000, quando il Montenegro era una repubblica federata della Repubblica Federale di Jugoslavia. Con la sua istituzione, la Repubblica del Montenegro ha acquisito un'autorità indipendente responsabile della politica monetaria, dell'istituzione e del mantenimento di un sistema bancario solido e di un sistema di pagamento efficiente.
La Banca Centrale del Montenegro non partecipa al Sistema Europeo delle Banche Centrali né alle riunioni della Banca Centrale Europea (BCE). Tuttavia, segue la politica della BCE, rendendo quest'ultima di fatto la banca centrale del Montenegro ai fini della politica monetaria. Uno dei principali obiettivi dichiarati della Banca Centrale del Montenegro è l'adesione del Paese all'eurozona. Il Montenegro non conia, emette o stampa monete o banconote in euro; le importa da altri Paesi che fanno parte dell'eurozona.
Nel 2023, la Banca Centrale del Montenegro è stata incaricata dal governo montenegrino di creare, con la società Ripple, una valuta digitale.

## Governatori
La carica di governatore è stata creata dopo l'indipendenza del Montenegro nel 2006. Il titolare è confermato da un voto del Parlamento.
| Rango | Nome            | Mandato                       |
| ----- | --------------- | ----------------------------- |
| 1     | Ljubiša Krgović | Marzo 2001 – Novembre 2010    |
| 2     | Radoje Žugić    | Novembre 2010 – Dicembre 2012 |
| 3     | Milojica Dakić  | Gennaio 2013 – Ottobre 2016   |
| 4     | Radoje Žugić    | Ottobre 2016 – Dicembre 2023  |
| 5     | Irena Radović   | Dal 15 dicembre 2023          |